# Venjansmål
Venjansmål är en nordisk språklig varietet som talas i Venjans socken i västra delen av Mora kommun i norra Dalarna.

## Historia
Folk från byarna Vinäs och Vika i västra Mora hade länge haft fiske och slåtter kring Venjanssjön (c:a 4 mil väster om Mora). I början av 1500-talet bosatte sig några av dem där permanent, och 1607 blev Venjan en egen församling. Folkmängden i socknen var som högst runt 1920 (c:a 2.000 invånare) och 2020 var den c:a 600.

## Ljudlära

### Vokaler
|              | Främre      | Central | Bakre |
| Sluten       | i           | ʉ ⟨u⟩   | u ⟨o⟩ |
| Mellansluten | e           |         |       |
| Mellanöppen  | ɛ ⟨ä⟩ œ ⟨ö⟩ |         | ɔ ⟨å⟩ |
| Öppen        |             |         | ɑ ⟨a⟩ |

Venjansmålet har åtta monoftonger som uttalas antingen korta eller långa: ⟨a e i o u å ä ö⟩. Därtill finns diftongerna ⟨åj⟩ och ⟨äj⟩.
Den äldre vokalen /y/ har sammanfallit med /i/: liffta ’lyfta’, dindja ’dynga’. Samma förändring har skett i orsamålet och i vissa varianter av moramålet.

### Konsonanter
|             | Bilabiala | Labiodentala | Alveolara | Retroflex | Palatala | Velara | Glottala |
| Nasal       | m         |              | n         |           |          | ŋ      |          |
| Klusil      | p b       |              | t d       |           |          | k ɡ    |          |
| Frikativ    |           | f (v)        | s         |           |          |        | h        |
| Affrikat    |           |              | tɕ dʑ     |           |          |        |          |
| Approximant | w         |              |           |           | j        |        |          |
| Tremulant   |           |              | r         |           |          |        |          |
| Lateral     |           |              | l         | (ɽ)       |          |        |          |

Kort /l/ uttalas [ɽ] (tjockt l) sist i stavelser och i konsonantkluster, t.ex. fugäl ’fågel’ [ˈfʉːgɛɽ] och ölg ’älg’ [œɽg]. /w/ uttalas oftast [v] efter vokal, t.ex. ostiwör ’österut’ [ˈuːstˌiːvœr].
/s/ artikuleras längre bak och mer apikalt än i svenskan, och låter därför något dovare. Kombinationen /sl/ uttalas däremot närmast [hl], t.ex. sluken ’slockna’ [ˈhlʉːken], slättja ’släcka’ [ˈhlɛtːɕɑ].

#### Historisk utveckling
Till skillnad från i andra ovansiljanmål har /h/ inte försvunnit i venjansmålet: håjs ’hus’, håmmår ’hammare’. I ett fåtal ord har det t.o.m. uppstått ett oetymologiskt /h/: hannlit ’kind’ (jfr ’anlete’), hårrka ’orka’.
En annan ovanlighet bland ovansiljanmålen är att /l/ ofta står kvar framför andra konsonanter, t.ex. jölp(a) ’hjälpa’ och fållk ’folk’. Däremot har /r/ i stor utsträckning försvunnit i konsonantkluster: gad ’gård’, swatt ’svart’, fåsst ’först’, stjänna ’stjärna’.
Konsonanterna /g/ och /k/ har genomgått palatalisering (förmjukning) till /tɕ/ respektive /dʑ/ framför vissa främre vokaler. Därför heter det t.ex. djet ’get’ och tjissta ’kista’. Detta sker även framför vissa ändelser, så att hok blir hotjen ’höken’ och wägg blir wäddjä ’väggen’ (en typ av s.k. norrländsk förmjukning).
När /k/ har palataliserats som del av /sk/ står det inledande /s/:et kvar: stjinn ’skinn’ [stɕinː], stjed ’sked’ [stɕeːd].

### Variation
Det finns vissa tydliga uttalsskillnader mellan Venjans byar trots att de praktiskt taget har vuxit ihop. Levander ger som exempel att orden ’lie’ och ’ljus’ uttalas ljå resp. ljos i Knås, liå resp. los i Stutt och jå resp. jos i Västbygge.
I slutet av ord och i många ändelser kan vokalen variera: ’rödast’ heter t.ex. rodäst i Knås, rodöst i Stutt och rodest i Västbygge. Ändelsen -um för plural dativ förekommer även som -äm och -öm, och kabb(ö) ’(hugg)kubbe’ står också som kabb(ä) i Wennbergs ordbok.

## Grammatik

### Formlära

#### Substantiv
Venjansmålet skiljer likt fornsvenskan mellan tre genus, maskulinum, femininum och neutrum, och varje substantiv har ett av dessa genus. Substantiven böjs i numerus (singular/plural), kasus (nominativ/dativ) och bestämdhet (endast i nominativ).
|      |       | Singular    | Singular    | Plural    | Plural    |
|      | Genus | obest.      | best.       | obest.    | best.     |
| Nom. | m.    | —           | -(e)n       | -är       | -är       |
| Nom. | f.    | —           | -ä, -a, -en | -är/ör    | -är/ör    |
| Nom. | n.    | —           | -Ø          | -Ø        | -ä        |
| Dat. | m.    | -em/äm, -am | -em/äm, -am | -um/äm/öm | -um/äm/öm |
| Dat. | f.    | -än/ön      | -än/ön      | -um/äm/öm | -um/äm/öm |
| Dat. | n.    | -ä/e        | -ä/e        | -um/äm/öm | -um/äm/öm |

|           | Singular | Singular | Plural | Plural |
| obest.    | best.    |          |        |        |
| Nominativ | kabbö    | kabbön   | kabbär | kabbär |
| Dativ     | kabbam   | kabbam   | kabbum | kabbum |

#### Adjektiv
Formerna för maskulinum och femininum skiljer sig inte åt, utan är båda t.ex. grann ’vacker’, medan neutrum är grannt och plural är grannä. Ändelserna för komparativ och superlativ är -är/ör resp. -est/äst/öst.

#### Pronomen
|          | Subjektsform | Subjektsform | Objektsform | Objektsform |
| Sv.      | Ve.          | Sv.          | Ve.         |             |
| Singular | jag          | i            | mig         | mi, me      |
| Singular | du           | du           | dig         | di, de      |
| Singular | han          | an           | honom       | an          |
| Singular | hon          | å            | henne       | ännä, ännö  |
| Singular | det          | ä            | det         | ä           |
| Plural   | vi           | wur          | oss         | wåss        |
| Plural   | ni           | ir, er       | er          | ir, er      |
| Plural   | de           | dåm          | dem         | dåm         |

|          |      | Närliggande        | Närliggande             | Mer avlägset | Mer avlägset     |
| Genus    | Sv.  | Ve.                | Sv.                     | Ve.          |                  |
| Singular | m.   | han/den här, denna | isn                     | han/den där  | danan            |
| Singular | f.   | hon/den här, denna | isu, isö                | hon/den där  | don, doran/dodan |
| Singular | n.   | det här, detta     | ita                     | det där      | äran/ädan        |
| Plural   | alla | de här, dessa      | isär (nom.) isum (dat.) | de där       | dåmman           |

Demonstrativa pronomen kan användas med eller utan det åsyftade ordet:
| bland                                           | åjt | i | dodan   | ullä  |
| blanda                                          | ut  | i | den där | ullen |
| ... blanda ner (klädtrasor) i den där ullen[14] |     |   |         |       |
| Ä                                                  | wa  | bra | fodär | a  | tjinum | äran    |
| Det                                                | var | bra | foder | åt | korna  | det där |
| Det var bra foder till korna, det där (mossa).[15] |     |     |       |    |        |         |

### Satslära

#### Ägandekonstruktioner
Ägande kan uttryckas perifrastiskt med prepositionen a ’åt’
| äran                                 | ä   | wa  | kelindjä | a  | Alfred |
| det där                              | det | var | frun     | åt | Alfred |
| ... det där, det var Alfreds fru[16] |     |     |          |    |        |

#### Negationer
Vid omvänd ordföljd brukar det finita verbet föregå negationen (ä)nt ’inte’.
| då                                          | kunnd | änt  | an  | tjör | iwör |
| då                                          | kunde | inte | man | köra | över |
| ... då kunde man inte köra över (Vanån)[17] |       |      |     |      |      |
| dar                                                                     | a-nt     | dåm | afft | ä   | åjt | mär   | wittärn | a   | wäj   |
| där                                                                     | har inte | de  | haft | det | ute | medan | vintern | har | varit |
| ... där har de inte haft det (gräs från slåtter) ute under vintern.[18] |          |     |      |     |     |       |         |     |       |